# CollectieCentrum Nederland

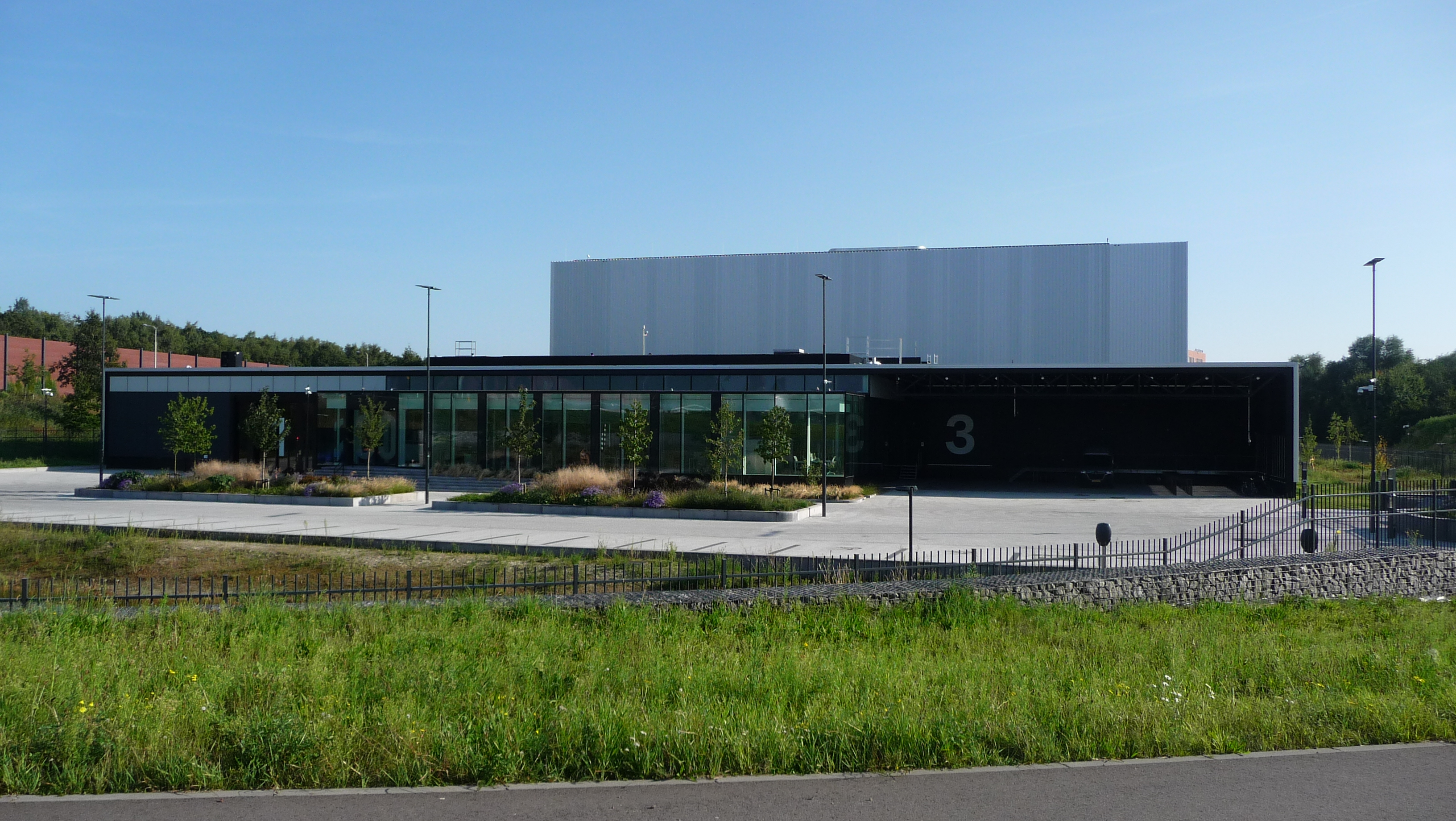
Exterieur CollectieCentrum Nederland met een glazen "kop", een donkere "hals" en een grote en hoge witte "romp"

CollectieCentrum Nederland of CC NL is een depot voor vier rijkscollecties van niet-tentoongestelde objecten: van het Rijksmuseum in Amsterdam, het Nederlands Openluchtmuseum in Arnhem, Paleis Het Loo in Apeldoorn en de Rijksdienst voor het Cultureel Erfgoed (RCE) in Amersfoort. In het gebouw wordt gezorgd voor optimaal beheer en behoud van deze collecties; bovendien is er plek voor onderzoek en uitwisseling van expertise. Dit depot staat in Amersfoort, nabij de A28 en Station Amersfoort Vathorst, de ligging is boven NAP en niet in een overstroomgebied van rivier of kanaal. Het is 31.500 m² groot, waarvan 25.000 m² voor de objecten, en het bevat in 2021 een half miljoen objecten. Het Rijksmuseum was de opdrachtgever en is formeel eigenaar van het gebouw.

## Geschiedenis
De collecties van de vier organisaties stonden eerder verspreid op tientallen locaties, zowel binnen de musea zelf als daarbuiten. Die locaties voldeden niet meer aan de hedendaagse eisen van collectiebeheer. Eén van die locaties was het goed beveiligde maar energievretende euromuntendepot aan de Albert Einsteinweg in Lelystad, een ander was de Diogenesbunker van het Openluchtmuseum. Het initiatief tot oprichting kwam in 2011 van het Rijksmuseum en RCE; in 2015 haakte het Openluchtmuseum aan en 2016 Paleis Het Loo.

## Programma van eisen
Bij de vestiging en constructie ervan moest onder andere rekening worden gehouden met:
- een zeer grote diversiteit aan objecten, van bidprentjes, sieraden en schilderijen van diverse formaten tot zware voertuigen, zoals de Tarzan, een stoomlocomobiel van 7.000 kilo van het Openluchtmuseum; aan elke objectgroep worden eigen eisen voor opslag en beheer gesteld;
- duurzaamheid: zo energieneutraal mogelijk, waarbij bijvoorbeeld kou uit de winter moet kunnen worden opgeslagen voor koeling in de zomer, en regenwater in spaarbekkens voor het doorspoelen van toiletten; de depots hebben elk een constante luchtvochtigheid en temperatuur van 12-15 °C nodig, de ruimtes voor medewerkers en onderzoekers van 18-23 °C;
- goede bereikbaarheid voor medewerkers van alle vier de organisatie èn voor studenten en onderzoekers
- ondersteunende faciliteiten zoals ateliers voor restauratie en kunsthistorisch onderzoek, projectruimtes voor proefopstellingen van tentoonstellingen, fotostudio, röntgenruimte, voorzieningen voor quarantaine, pestbestrijding en ontsmetting en werkplekken voor ±45 medewerkers;
- goede beveiliging en brandveiligheid.

Het gebouw is ontworpen door Cepezed, het landschap om het gebouw door Ruijzenaars Landscapes en de aannemer was G&S Bouw.

## Het gebouw
Het gebouw bestaat uit drie delen: een kop, een hals en een romp. 
- De kop bestaat uit de entree, ontvangstruimtes en kantoren.
- De hals bevat onder meer ateliers, een fotostudio, onderzoeksruimtes en een emballageruimte.
- De romp zijn de depots: vier verdiepingen, bijna 25 meter hoog.

## Uitvoering
De bouw duurde van mei 2018 tot juni 2020, de verhuizing van de objecten vond plaats van zomer 2020 tot zomer 2021. De verhuizing van de oude depots naar het nieuwe gebouw van CC NL in Amersfoort was een groot project op zich. Vlak voordat de transporten zouden beginnen, brak bovendien de coronapandemie uit, wat extra complicaties met zich meebracht. Het transport naar CC NL werd verzorgd door Kortmann Art Packers & Shippers uit Hoofddorp en G.L. de Haan Transport uit Nijkerk. Het CC is gecertificeerd voor duurzaamheid volgens de BREEAM NL-systematiek met 5 sterren (‘outstanding’), de hoogst mogelijke score.
De officiële opening was op 13 september 2021 door minister Ingrid van Engelshoven (Cultuur, D66).

## Logistiek
Het depot werkt met barcodes: ieder object is voorzien van een barcode, en elke plek krijgt eveneens een code, zodat te allen tijde bekend is waar een object zich bevindt. Vanwege efficiëntie-overwegingen is ervoor gekozen om de vier collecties gemengd op te slaan, de ordening is op basis van objectgroep en de daarbij  behorende opslagvereisten (zoals klimaat, type opbergmiddel en afmetingen). Het betekent dat schilderijen bij elkaar worden opgeslagen, evenals vazen, goud en zilver. Ze staan zoveel mogelijk op chronologische volgorde, wat gemakkelijk is voor samenstellers van tentoonstellingen en onderzoekers.

## Kunstwerk
Zoals elk bouwwerk dat sinds 1951 vanwege de Nederlandse overheid is neergezet (zie Percentageregeling beeldende kunst), heeft ook CollectieCentrum Nederland een eigen kunstwerk: een lichtkunstwerk dat kunstenaar Herman Kuijer speciaal voor het gebouw heeft ontworpen. Lichtbundels creëren een voortdurend langzaam veranderend patroon op de muren van het CC NL. Het kunstwerk bestaat uit 28 beweegbare lichtarmaturen rond het hoge gedeelte van het gebouw. Het lichtkunstwerk is in de avond en ochtend te zien. De electriciteit die hiervoor nodig is, wordt, net als die voor de rest van het gebouw, opgewekt met 3.700 vierkante meter zonnepanelen die op het dak ligt.